# 郡築小作争議
郡築小作争議（ぐんちくこさくそうぎ）は、1923年 - 1931年にかけて、熊本県八代市郡築地区で発生した小作人と地主の間の労働争議である。郡築は干拓によって形成された農地であり、大地主と多数の小作人による農業構造が特徴的であった。本争議は、地域の農民運動の象徴とされ、全国的にも注目され日本の三大小作争議の一つと言われている。郡築争議の歴史的位置づけは、1．農民が人権意識・階級意識を自覚し、2．農民組合・労働組合・水平社が連帯し、3．熊本の農民運動史上、女性が初めて表舞台に出てきた争議であることである。

## 背景
郡築地域は江戸時代より干拓によって造成された農地であり、地主が土地を所有し、小作人が耕作するという典型的な小作農構造が築かれていた。明治から大正期にかけて干拓が進み、農地面積は増加したものの、小作料は依然として高く、農民の生活は苦しかった。1920年代後半から1930年代にかけて、米価の下落や農業恐慌の影響を受け、小作人の負担はさらに増大。これに対して、郡築の小作人たちは小作料の減免や契約条件の改善を求め、団体での交渉に乗り出すようになった。

## 経過
郡築の小作争議では、地域の農民たちが農民組合を組織し、地主に対して小作料の引き下げや耕作権の保障を要求した。争議は一部で耕作拒否などの実力行使にまで発展し、地主側との間で激しい対立が続いた。争議の過程では、熊本県農民組合連合会（熊農連）など広域の農民組織との連携も見られ、政治的・社会的な関心も集めた。警察や特高警察による監視や弾圧も行われ、一部の組合員は検挙・拘束されるなど、対立は激化した。

## 結果と影響
争議は長期化し、最終的に小作料の一部引き下げなど一定の成果を得たが、全面的な要求の実現には至らなかった。それでも、郡築小作争議は地域の農民の権利意識を高める契機となり、後の戦後農地改革への意識的基盤を築く役割を果たした。郡築におけるこの争議は、全国の小作争議の中でも特に規模が大きく、持続性が高かったことから、日本農業史や社会運動史において重要な事例としてしばしば言及される。

### 絵本『ほのおはけさない』
1994年には、この争議を題材とした絵本『ほのおはけさない』が発行された。争議の体験者である松生じいちゃん(上村松生)の証言をもとに、地域の小学生や教育関係者が協力して制作したものである。

## ゆかりのある人物[1]
- 園田末記 - 農民組合組合長（第一次争議）
- 南辰二郎 - 副組合長（第一次争議）、農民組合幹部（第二次争議）
- 杉谷つも - 執行委員（第一次争議）、相談相手（第二次争議）
- 田辺義道 - 組合長（第二次争議）
- 上村松生 - 郡築農民組合青年部（第一次争議）、郡築農民組合青年部（第二次争議）